# Derek Boshier
Derek Boshier, né le 19 juin 1937 à Portsmouth et mort le 5 septembre 2024 à Los Angeles, est un artiste pop anglais, peintre, dessinateur et photographe.

## Biographie[3]
Derek Boshier a commencé ses études artistiques à la Yeovil School of Art du Somerset (1953-1957). De 1957 à 1959, il fait son service militaire dans le Surrey et suit à temps partiel les cours du Guilford College of Art. Pendant ces années, il commence à lire Marshall McLuhan, Vance Packard et John Kenneth Galbraith : il a ainsi les outils pour penser le monde moderne.  
De 1959 à 1962, Derek Boshier étudie au Royal College of Art de Londres ; pendant ces études, il connaît David Hockney, Allen Jones et Peter Phillips. Il appartient ainsi à la seconde génération du mouvement Pop Art fondé vers 1952 par des artistes anglais comme Richard Hamilton ou Eduardo Paolozzi. De 1959 à 1962, il participe aux expositions Young contemporaries où apparaissent David Hockney, Peter Blake, Patrick Caulfield, Allen Jones, Peter Phillips et R. B. Kitaj qui ont servi de manifestes au mouvement Pop. En 1962, il apparaît dans le film historique produit par la BBC : Pop Goes the Easel de Ken Russell, aux côtés de Peter Blake, Pauline Boty et Peter Phillips.